# Josef Koreš (odbojář)
Por. Josef Koreš (20. června 1917 Říčany – 2. října 1944 Hřiště) byl český odbojář z období druhé světové války.

## Život

### Před druhou světovou válkou
Josef Koreš se narodil 20. června 1917 v Říčanech v rodině tesařského mistra Antonína Koreše a Boženy, rozené Novákové, jako prvorozený syn. Mezi lety 1923 a 1928 vychodil obecnou školu, mezi lety 1928 a 1937 vystudoval reálku na pražském Žižkově. Vstoupil do Československé armády, vystudoval důstojnickou školu a následně studoval na Vojenské akademii v Hranicích. Dosáhl hodnosti poručíka.

### Druhá světová válka
Po německé okupaci v březnu 1939 a rozpuštění Československé armády začal Josef Koreš studovat Vysokou školu technickou v Praze. Zde vstoupil do protinacistického odboje konkrétně do řad Obrany národa. Po uzavření českých vysokých škol se s Rudolfem Duhmem neúspěšně pokusil o odchod do zahraničí. Po setkání s kpt. Františkem Jiříkovským se Josef Koreš stal pobočníkem gen. Josefa Bílého a to až do jeho zatčení. Pracoval v ČKD a jako tělovýchovný referent města Říčany. Pokračoval ve zpravodajské činnosti, v Říčanech distribuoval časopis V boj, ukrýval zbraně. Zahynul dne 2. října 1944 v polích u vsi Hřiště u Přibyslavi při doprovodu gen. Vojtěcha Luži, kterému předtím zajistil úkryt v Říčanech, při jeho cestě na Moravu. Během kontroly protektorátními četníky v místní hospodě došlo k přestřelce, při které Vojtěch Luža padl, Josef Koreš uprchl raněný do polí za ves, kde po vyhodnocení situace spáchal sebevraždu. Jeho tělo bylo zpopelněno v brněnském krematoriu.

## Posmrtná ocenění

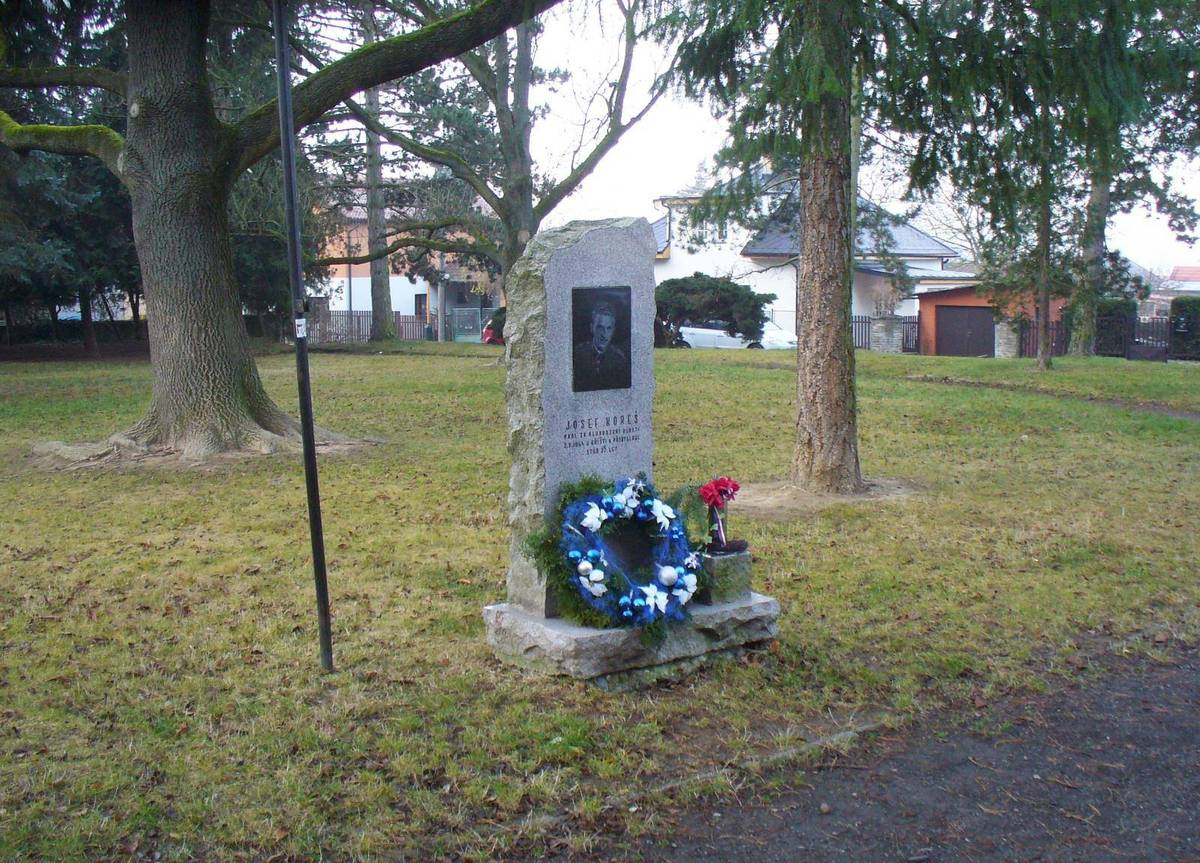
Pomník Josefu Korešovi v Říčanech

- V rodných Říčanech v parku nesoucím jeho jméno byl Josefu Korešovi vztyčen pomník.[1]